# Sergenaux
Sergenaux é uma comuna francesa na região administrativa de Borgonha-Franco-Condado, no departamento de Jura. Estende-se por uma área de 3,24 km². Em 2010 a comuna tinha 67 habitantes (densidade: 20,7 hab./km²).